# Закон Японії про Імператорський дім
Закон про Імператорський Дім (яп. 皇室典範, こうしつてんぱん, косіцу тенбан, «Звичаєві положення про Імператорський Дім») — закон Японії №3 від 16 січня 1947 року, що регулює норми успадкування Імператорського Престолу, систему та структуру Імператорського Дому, а також діяльність Ради Імператорського Дому Японії.

## Короткі відомості
Першу редакцію Закону про Імператорський Дім було прийнято 11 лютого 1889 року, в часи існування Японської імперії, згідно з прямим імператорським наказом. Після поразки Японії у Другій світовій війні було затверджено другу редакцію цього Закону 16 січня 1947 року, так званим Законом № 3, згідно з вимогами нової Конституції Японії.
Для розрізнення двох редакцій першу часто називають Колишнім Законом про Імператорський Дім, а другу — Законом про Імператорський Дім. Останній є чинним в Японії дотепер.
1949 року до другої редакції Закону про Імператорським Дім була внесена поправка Законом № 134, яка відтягувала час набрання Законом чинності до 1 червня 1949 року.
Закон про Імператорський Дім складається з п'ятьох розділів та додатків, що обумовлювали дію Закону:
- Розділ І. Успадкування Імператорського Престолу;
- Розділ ІІ. Імператорська Родина;
- Розділ ІІІ. Регентство;
- Розділ IV. Повноліття, шанобливі титули, Церемонія сходження на Престол, Церемонія Великого трауру, Книга Імператорського Родоводу, а також мавзолеї і могили;
- Розділ IV. Рада Імператорського Дому;
- Додаткові положення;
- Додаткове положення (Закон № 134 від 31 травня 1949 року) витяг.